# Speiden
Speiden ist ein Ortsteil der Gemeinde Eisenberg im schwäbischen Landkreis Ostallgäu. Das Kirchdorf liegt circa eineinhalb Kilometer nordöstlich von Zell.

## Geschichte
Speiden wird zum ersten Mal im Teilungsbrief von 1467 als "zu den Spideln" erwähnt. Der Ortsname geht wohl auf einen Familiennamen Speidel zurück, der aber nicht nachzuweisen ist.

## Baudenkmäler
Siehe auch: Liste der Baudenkmäler in Speiden
- Katholische Wallfahrtskirche Maria Hilf
- Gnadenkapelle